# SoftBank 101P
LUMIX Phone 101P（ルミックス フォン イチマルイチピー）は、パナソニック モバイルコミュニケーションズが開発しソフトバンクモバイルが販売するAndroid搭載スマートフォンである。

## 概要
003Pの事実上の後継機種で、同社のソフトバンクモバイル向け端末としては初となるLUMIX Phoneシリーズのスマートフォンである。
高画質エンジン「Mobile Venusエンジン」を搭載しており、「おまかせiA」では13種類のシーンを自動で判別することが可能である。
また、 ULTRA SPEED（下り最大21Mbps・上り最大5.76Mbps）に対応しているほか、防水性能・ワンセグ・おサイフケータイ・赤外線通信・緊急地震速報にも対応している。
なお、SIMはmicroSIMカードを採用している。
2013年9月6日からスマートフォン向けプリペイドサービス「プリスマ」向けに1万円分のチャージ付きでセット販売が販売される。

## その他機能
| 主な対応サービス | 主な対応サービス  | 主な対応サービス                       | 主な対応サービス                             |
| ---------------- | ----------------- | -------------------------------------- | -------------------------------------------- |
| タッチパネル     | QHD液晶 4.0インチ | フルブラウザ                           | ULTRA SPEED 下り最大21Mbps・上り最大5.76Mbps |
| Android 2.3      | Flash 10.3        | WiFi                                   | GPS                                          |
| 1320万画素カメラ | ワンセグ          | デジタルオーディオプレーヤー(AAC)(WMA) | おサイフケータイ                             |
| Bluetooth        | 赤外線通信        | 緊急速報メール                         | 防水                                         |

## 歴史
- 2011年9月29日 - 2011年度冬春モデル発表会にて発表。
- 2012年1月14日 - 発売開始。